# مقال علمي

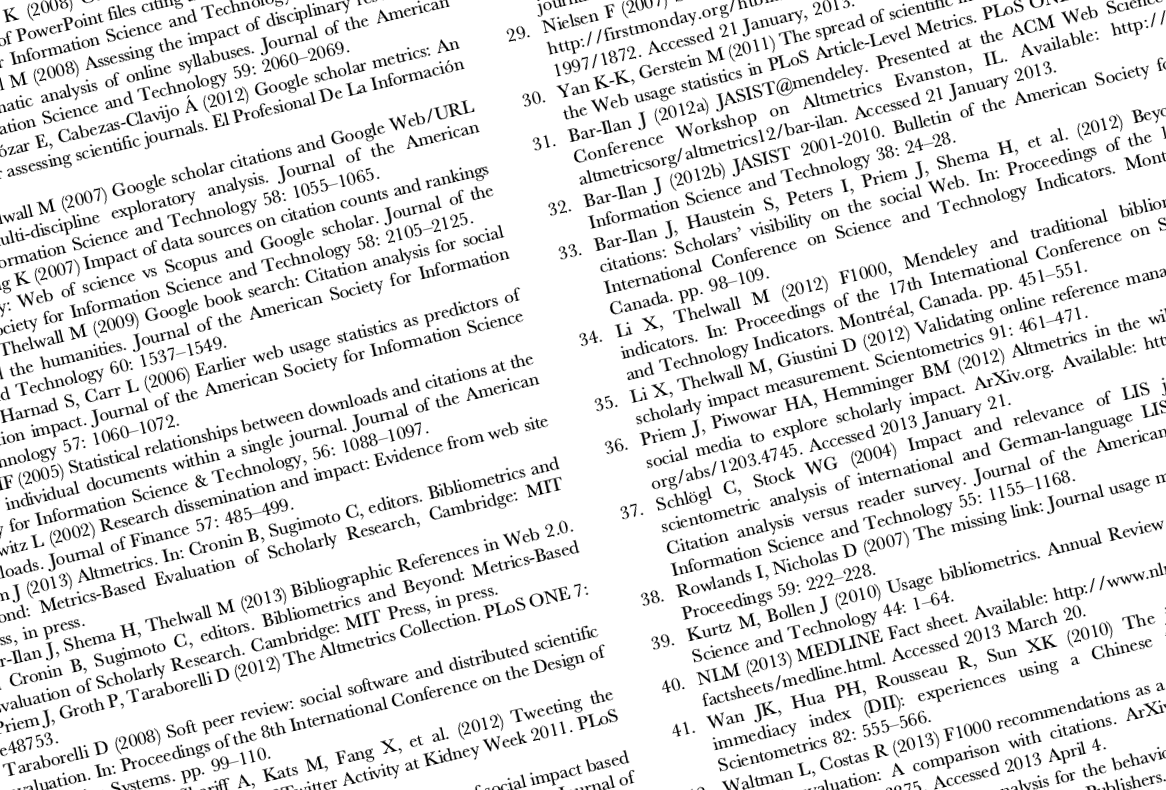

المقال العلمي هو منشور يستند إلى أدلة تجريبية. يمكن أن يدعم فرضية بالبحث الأصلي ، أو يصف البحث الحالي أو يعلق على الاتجاهات الحالية في مجال معين. تشمل أنواع البحث العلمي ما يلي:
• البحث الأصلي
• التحليلي الوصفي
• أوراق الأساليب
• التحليل الشمولي
• التعليق